# 克略爾霍山 (烏魯班巴區)
13°13′12″S 72°16′02″W / 13.22000°S 72.26722°W

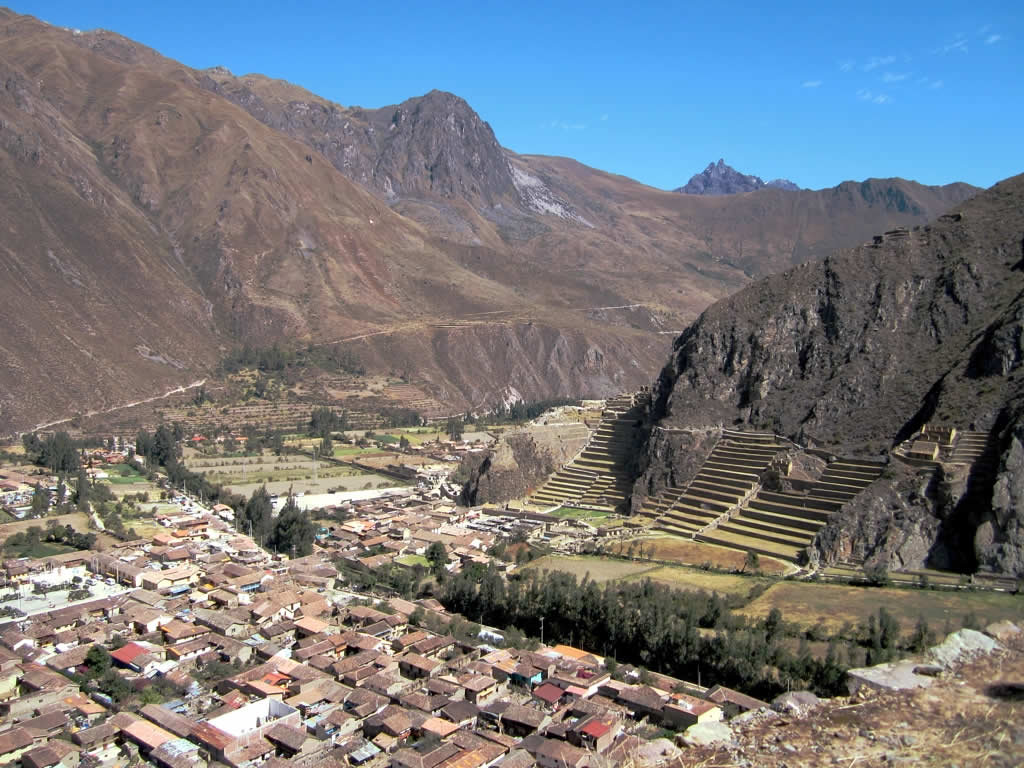

克略爾霍山（Quellorjo），是秘魯的山峰，位於該國東南部庫斯科大區，由烏魯班巴省的烏魯班巴區負責管轄，屬於烏魯潘帕山脈的一部分，海拔高度4,600米。